# Вулиця Святого Зигмунта Фелінського
Вулиця Святого Зигмунта Фелінського — вулиця в Богунському районі міста Житомир.
Названа на честь архієпископа Варшавського, святого Римо-католицької церкви Зигмунта Фелінського.

## Розташування
Знаходиться у мікрорайоні Хмільники, на теренах історичної місцевості Кокоричанка. Місцевість також відома за неофіційною назвою Чулочка.

## Історія
Вулиця виникла у 1950-х роках у новому селищі робітників панчішної фабрики. Одноповерхова житлова забудова вулиці переважно сформувалася до 1960-х років.
Багатоповерхова житлова забудова східної сторони вулиці здійснювалася протягом другої половини 1980-х — початку 1990-х років в процесі формування Північно-західного житлового району (мікрорайону Хмільники) на вільних від забудови землях колгоспу ім. Мічуріна, утвореного у 1930-х роках як єврейський хмелярський колгосп «Друкар-Колективіст» на території колишнього хутора Кокоричанка.
Перша назва — провулок Люби Шевцової. Відповідно до розпорядження Житомирського міського голови від 19 лютого 2016 року № 112 «Про перейменування топонімічних об'єктів та демонтаж пам'ятних знаків у м. Житомирі», перейменована на вулицю Святого Зигмунта Фелінського . Пропозицію було надано польською національною спільнотою міста.
Під час громадських обговорень щодо перейменувань розглядалась пропозиція назвати цю вулицю на честь Героїв Базару.